# Star Wars Outlaws
Star Wars Outlaws est un jeu d'action-aventure développé par Massive Entertainment, édité par Ubisoft et sous licence par Lucasfilm Games. Le jeu se déroule dans l'univers de Star Wars, durant la période entre L'Empire contre-attaque et Le Retour du Jedi. Le jeu est sorti le 30 août 2024 sur Microsoft Windows, PlayStation 5 et Xbox Series.

## Système de jeu
Star Wars Outlaws est un jeu d'action-aventure solo en vue à la troisième personne qui se déroule dans l'univers Star Wars,. Situé dans un monde ouvert, le jeu propose des combats furtifs et plus ouverts, des combats en véhicules, des combats spatiaux et un arbre de dialogue. Entre les événements de L'Empire contre-attaque et Le Retour du Jedi, les joueurs prennent le contrôle de la hors-la-loi Kay Vess (interprétée par Humberly González) et de son compagnon Nix (interprété par Dee Bradley Baker) alors qu'ils « tentent l'un des plus gros braquages que la Bordure extérieure ait jamais vu ».

## Trame
Quelque temps après la bataille de Hoth, le chef du syndicat criminel émergent Zerek Besh, Sliro Barsha, assassine les dirigeants de plusieurs syndicats rivaux dans le but de consolider son pouvoir. Pendant ce temps, Kay Vess cherche un moyen de fuir sa planète natale, Cantonica, pour commencer une nouvelle vie dans les Mondes du Noyau. Désespérée, elle accepte un travail avec une équipe dirigée par Dennion, qui prévoit de cambrioler le coffre-fort de Sliro et de voler sa fortune. Kay parvient à ouvrir le coffre, mais elle est surprise lorsque l’équipe de Dennion révèle qu’elle fait en réalité partie de l’Alliance Rebelle, et que leur véritable objectif était de libérer leur chef, Asara Deyn, prisonnier de Sliro. Kay exige un paiement de Dennion, mais elle est touchée par un tir paralysant et contrainte de fuir seule. Sliro, persuadé que Kay est responsable du cambriolage, met sa tête à prix.
Kay vole un vaisseau appelé le Trailblazer et effectue un saut d'urgence vers la planète Toshara, mais est contrainte à un atterrissage forcé à cause des dégâts subis par le vaisseau.
Sur Toshara, Kay fait la connaissance de Waka, un mécanicien prêt à réparer le Trailblazer, mais elle doit effectuer des missions pour les syndicats locaux afin de gagner assez d’argent pour les pièces. Alors qu’elle fait réparer le vaisseau et rend divers services aux syndicats, elle se retrouve bientôt obligée de choisir à quels groupes elle veut se rallier, avec plusieurs occasions d’aider ou de trahir chacun d’eux. Finalement, elle récupère un ordinateur de navigation de rechange dans une épave de vaisseau, mais Waka la trahit. Il est cependant tué par la chasseuse de primes Vail Tormin, qui est à la recherche de Kay en raison de la prime sur sa tête. Kay est alors sauvée par le hors-la-loi Jaylen Vrax et son droïde commando ND-5. Jaylen demande à Kay de participer à un nouveau cambriolage du coffre de Sliro pour lui voler sa fortune, et lui demande de réunir les membres nécessaires à l’équipe pour réussir le casse.
Kay et ND-5 voyagent alors à travers la galaxie pour recruter les membres de l’équipe. Elle libère leur experte en coffres-forts, Ank Parako, des griffes du Clan Ashiga sur Kijimi. Sur Tatooine, elle cherche un gros bras, Hoss, mais lui et Vail se retrouvent dans le collimateur de Jabba le Hutt. Hoss est tué, et Kay doit s’allier à Vail pour s’échapper ; les deux femmes finissent par se respecter mutuellement. Sur Akiva, elle recherche le mécanicien droïde Gedeek Obaz et l’aide à détourner le projet de droïdes Vipères de l’Empire au profit de l’Alliance Rebelle, afin de gagner sa loyauté. Cependant, avant qu’ils puissent recruter un spécialiste en piratage, ND-5 commence à dysfonctionner à cause d’un noyau d’énergie défectueux. Kay et Gedeek pénètrent alors dans une ancienne usine séparatiste où ils tombent sur la cellule rebelle d’Asara. ND-5 est réparé, et Asara décide de rejoindre l’équipe en tant que gros bras. Jaylen décide également de recruter Riko Vess, une hackeuse de génie et mère de Kay, qui l’avait abandonnée dans son enfance.
Malgré sa réticence à travailler avec Riko, Kay poursuit le plan et les deux se rendent sur une base impériale pour voler la clé des codes d'accès de Sliro au manoir. Sur place, Kay découvre que ce dernier est en réalité un directeur du Bureau de la Sécurité Impériale, et que Zerek Besh n’est qu’une façade pour infiltrer les différents syndicats du crime. Sliro reçoit la visite de Dark Vador et s'emporte devant lui en reprochant à l'Empire d'avoir laissé échappé les rebelles sur Hoth, ce à quoi Vador répond en le mettant à terre et en l'exhortant à trouver des rebelles au plus vite.
Kay et Riko s'échappent de la station du BSI et rejoint l'équipe sur Cantonica. Tout est prêt pour le braquage, et toute l'équipe se lance dans une nouvelle tentative de cambriolage du coffre de Sliro. Mais il s'agit d'un piège : Sliro accule Kay dans le coffre et ordonne à Vail de la tuer. Vail se retourne contre Sliro, le met hors d’état de nuire et retient ses gardes pour une part du butin. Kay et son équipe parviennent à s’échapper de la planète, mais découvrent qu’ils n’ont pas volé la fortune de Sliro, mais un codex contenant toutes ses informations confidentielles sur l’Empire. Jaylen trahit alors Kay et Asara, révélant qu’il voulait en réalité usurper Sliro et prendre le contrôle de Zerek Besh. Il force ND-5 à neutraliser Kay et l'enferme dans la capsule de sauvetage du Trailblazer tandis qu’il prend Asara en otage.
Avec l’aide de Riko, Ank et Gedeek sauvent Kay, qui découvre que le Trailblazer se trouve désormais à bord du Révélateur, un destroyer stellaire impérial. Voulant sauver ND-5, Kay infiltre une réunion entre Sliro, Jaylen et Dark Vador. Vador accepte que Jaylen prenne le contrôle de Zerek Besh, et Jaylen révèle qu’il est en réalité le frère aîné de Sliro, avant de le tuer pour s’être retourné contre leur famille. Kay parvient à retirer le plot de contention de ND-5, qui tue Jaylen pour la protéger. Kay, ND-5 et Asara se fraient un chemin hors du Révélateur avec le codex. Avec l’aide des rebelles d’Asara et du syndicat avec lequel Kay a les meilleures relations, ils détruisent le Révélateur et prennent définitivement la fuite.
Par la suite, Asara retourne auprès de l’Alliance Rebelle avec des données critiques extraites du codex, Ank et Gedeek décident de s’associer pour des braquages de casinos sur Cantonica, Vail est payée avec une copie du codex, et Kay et ND-5 repartent pour de nouvelles aventures. Dans une scène post-générique, une Kay déguisée en officier aide Riko à s’évader d’une prison impériale.

## Développement
Le 13 janvier 2021, Ubisoft a annoncé qu'un jeu Star Wars était en développement par Massive Entertainment et sous licence par Lucasfilm Games. Le jeu se concentre sur son histoire et son monde ouvert. Massive Entertainment a commencé à recruter des membres supplémentaires dans son équipe de développement, en partie grâce au développement d'Avatar: Frontiers of Pandora à ses côtés.
Une bande-annonce a été révélée lors du Xbox Showcase en juin 2023. Le lendemain, dix minutes de séquences de gameplay ont été révélées lors de l'Ubisoft Forward. Le jeu devrait sortir en 2024 sur PlayStation 5, Microsoft Windows et Xbox Series. Le jeu utilise le moteur de jeu Snowdrop. Le développement du jeu est dirigé par le directeur du jeu Mathias Karlson et le directeur créatif Julian Gerighty,. Nikki Foy est l'auteur principal, et Navid Khavari le directeur narratif.
Gerighty a déclaré que la période entre L'Empire contre-attaque et Le Retour du Jedi avait été choisie parce que ses collègues « sont tous de grands fans de la trilogie originale ». Il a également déclaré que le cadre créait un environnement idéal pour qu'un « scélérat établi ou débutant se fasse les dents » car cela créerait un moment où l'Alliance rebelle ne « fait pas partie du tableau », l'Empire galactique « prend de plus en plus le contrôle », et les syndicats criminels « prennent plus de pouvoir ».
Le 9 avril, une nouvelle bande annonce est publiée par Ubisoft. Elle officialise notamment la date de sortie qui avait d'ores et déjà fuité à la suite d'une maladresse chez Ubisoft Japan tout en fournissant davantage de détails sur l'histoire du titre et sur ses offres de précommande.
En novembre 2024, Ubisoft révèle sur son blog officiel que le directeur créatif de Star Wars Outlaws Julian Gerighty est remplacé par Drew Rechner, qui a récemment travaillé sur Avatar: Frontiers of Pandora et Tom Clancy's The Division 2. D'ailleurs, Gerighty, qui est le directeur créatif de la franchise The Division serait peut-être sur le troisième opus. Parmi les « zones clés d'amélioration » soulevées par Rechner : les phases de combat, l'infiltration et les contrôles,.

### Sortie
Les acheteurs de l'édition Gold de Star Wars Outlaws et les abonnés à l'Ubisoft+ ont accès à 3 jours d'accès anticipé.
Le jeu sort officiellement le 30 août 2024 sur Microsoft Windows (via la plateforme Ubisoft Connect), PlayStation 5 et Xbox Series, puis sur Steam le 21 novembre 2024. Selon le site ProtonDB, il tourne également sur Linux. Une version Nintendo Switch 2 sort le 4 septembre 2025.

### Mises à jour
- Un patch « Day One », publié le 28 août 2024, permet aux membres de l'accès anticipé de "profiter pleinement" de l'expérience en corrigeant certains bugs[16].
- La mise à jour 1.2 est déployé le 3 octobre 2024 et apporte notamment un ajustement de la détection des IA, une conduite en speeder facilitée et une correction au niveau des animations de Kay et de la synchronisation labiale. De nombreux bugs sont également colmatés[20],[21].
- Le patch 1.3.0, livré le 24 octobre 2024, corrige notamment le placement et le comportement des PNJs, réduit les collisions subies en speeder et ajoute un système de difficulté proportionnelle. Cependant, certains joueurs de PlayStation 5 rencontrent des bugs visuels à la suite de l'introduction de ce patch[22],[23].
- La mise à jour 1.4.0, sortie le 21 novembre 2024, s'attaque d'abord aux phases d'infiltration, en ajoutant des marqueurs de vigilance aux gardes et en retirant le caractère forcé de l'infiltration dans quasiment toutes les quêtes, en permettant par exemple de dégainer son blaster et de s'extraire d'une base adverse en alerte rouge. Les mécaniques de tir sont elles aussi perfectionnés, avec l'ajout de points faibles aux ennemis « sacs à PV » ou la conservation des armes ramassées. Enfin, les animations faciales sont embellies et de nombreux bugs corrigés[24],[25],[26],[27].

## Contenu additionnel
Le 6 août 2024, Ubisoft dévoile le Season Pass de Star Wars Outlaws, proposant dès sa sortie une mission supplémentaire, Jabbas's Gambit et un pack cosmétique pour Kay et Nix. Le contenu du Season Pass inclut également pour novembre 2024 un pack d'histoire, Wild Card, accompagné de 2 nouveaux ensembles cosmétiques, et enfin le pack d'histoire A Pirate's Fortune pour mai 2025,.

### Star Wars Outlaws: Wild Card
Cette extension sort le 21 novembre 2024 et est centrée sur Lando Calrissian. L'intrigue, qui consiste à infiltrer un tournoi de sabacc, prend place dans le Morellia, un luxueux croiseur secret qui passe la majorité de son temps en hyper-espace pour être virtuellement introuvable sans invitation. En même temps que la sortie de ce DLC, de nouveaux contrats sont ajoutés gratuitement au jeu.
Gamekult salue une « écriture [...] significativement plus maîtrisée dans cette extension » et estime que « Massive Entertainment éclipse totalement L'Ascension de Skywalker et rend enfin ses lettres de noblesse au personnage de Billy Dee Williams ». Cependant, la rédaction trouve que « si l'extension Wild Card offre de jolis moments entre Kay Vess et Lando Calrissian, elle se dégonfle assez rapidement après le premier tiers avec un affreux ventre mou suivi d'un final mitigé ».

### Star Wars Outlaws: A Pirate’s Fortune
L'histoire prend place dans le système Khepi. Nous suivons le pirate Hondo Ohnaka à travers la recherche d'un trésor, un sceptre. Nous trouverons divers nouveaux personnages au fil de l'aventure. 

## Accueil

### Critiques
Star Wars Outlaws est bien reçu par la presse, avec un score moyen de 75 % selon les agrégateurs de critiques OpenCritic et Metacritic,.
À sa sortie, le jeu hérite pourtant d'un accueil mitigé de la part des joueurs, pointant les nombreux bugs ou estimant le gameplay inintéressant. Sur Metacritic par exemple, le score utilisateur tourne autour des 50 % d'avis positifs, quelle que soit la plateforme.
Selon Kelma, rédacteur chez Gamekult, « l’accueil réservé [par les joueurs] à Outlaws a été bien trop sévère », reprochant certes au jeu son intrigue, ses QTEs ou son système de combat, mais louant au contraire l'évolution de la formule open world d'Ubisoft vers « quelque chose de plus organique » , avec notamment une exploration plus libre, une interface plus épurée ou encore le déblocage de compétences via des mentors et des objectifs à remplir, plutôt que de proposer un arbre de compétences. De même, le journaliste salue le système de factions, qui oblige le joueur à faire des choix, appréciés ou non par les différents syndicats du crime.

### Ventes
Selon l'entreprise JPMorgan, Star Wars Outlaws ne pourrait se vendre qu'à 5,5 millions d'exemplaires lors de l'exercice 2024-2025.
Le 30 septembre 2024, sur Insider Gaming, le journaliste Tom Henderson, qui aurait des sources internes, rapporte que le jeu se serait écoulé à 1 million d'exemplaires sur le premier mois de commercialisation. Pour comparaison, Assassin's Creed Mirage avait écoulé 5 millions de copies en 3 mois et Star Wars Jedi: Fallen Order 8 millions en seulement 2 mois,.

### Galerie artistique
- Ubisoft, « Art Blast », sur ArtStation, 30 septembre 2024 : recueil de concept arts et de bandes de démonstration du jeu fini.